# Providence Grays

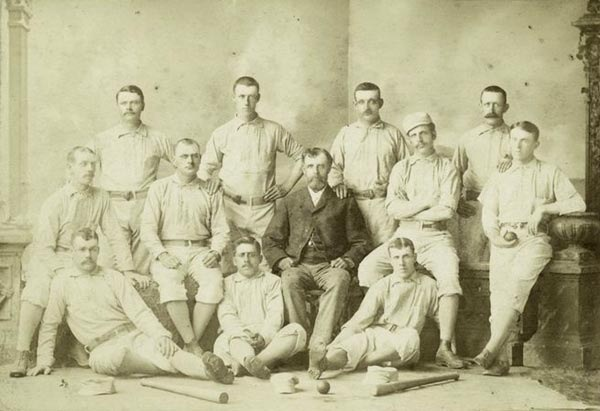
Os campeões da National League de 1879.

O Providence Grays foi uma equipe da Major League Baseball baseado em Providence, Rhode Island e que jogou na National League de 1878 até 1885. Os Grays jogavam no Messer Street Grounds em Olneyville. A equipe venceu o título da National League duas vezes, em 1879 e em 1884. Ainda em 1884 venceram a primeira World Series contra o New York Metropolitans da American Association. O time fechou após a temporada de 1885.

## Origens e formação
Rhode Island era um local promissor para o beisebol nos anos 1870 com diversos clubes amadores notáveis juntamente com o time umiversitário da Brown University.
Em 1875, a equipe semi-profissional "Rhode Islands" foi formada. Após temporadas de sucesso (além de excelente presença de público) em 1875, 1876 e  1877, o time chamou a atenção da recém formada National League. Quando a liga retirou a franquia do Hartford Dark Blues após a temporada de  1877, Providence ganhou a franquia para substituir o clube de Connecticut.
A nova equipe foi oficialmente organizada em 16 de janeiro de 1878 por Benjamin Douglas, que se tornou o gerente geral do time. Henry Root foi contratado como presidente do time e Tom Carey foi inicialmente contratado como capitão, cujas obrigações eram similares ao do moderno treinador.
Em 21 de janeiro de 1878, Providence candidatou-se à adesão na NL e foi oficialmente aprovado em 6 de fevereiro. Em 10 de abril,  Root assumiu a propriedade do time, despedindo Douglas por incompetência e insubordinação e contratou Tom York para substituir  Carey como capitão.
Em 30 de maio, o Providence Base Ball Association foi incorporado pela Rhode Island General Assembly.
Enquanto a equipe praticava no Dexter Training Ground na primavera de 1878, preparativos foram feitos para provê-los com as "melhores instalações de beisebol no país". A construção do Messer Street Grounds começou em 1º de abril e levou exatamente um mês para ser completada; o prego final foi martelado apenas cinco minutos antes do jogo de abertura em 1º de maio. Em uma ruptura com a tradição, o mais novo time da Liga Nacional adotou a cor cinza em vez do branco para o uniforme de jogos em casa e a equipe ficou conhecida como 'Grays'.

## Campeões em 1879
Um dos jogadores líderes da equipe vencedora da flâmula em 1879 foi o membro do Hall of Famer John Montgomery Ward.
A equipe afirmava ser a primeira na Major League Baseball a ter um jogador afro-americano, William Edward White, um estudante da Universidade Brown que jogou uma partida pelos Grays em 21 de junho de 1879. As evidências são fortes mas não concluivas: Peter Morris da Society for American Baseball Research tem pesquisado a questão, como noticiado pelo Wall Street Journal em 30 de janeiro de 2004.

## Campeões em 1884
O time de 1884 era liderado pelo arremessador titular Charles "Old Hoss" Radbourn (algumas vezes soletrado  Radbourne), que venceu um total recorde 60 (59, de acordo com algumas fontes) partidas naquele ano e que levou os Grays à conquista da flâmula. Quanto o outro arremessador titular, Charlie Sweeney, se mudou para a liga rival Union Association em julho, parecia que a temporada dos Grays estava amaldiçoada, mas "Old Hoss" se ofereceu para jogar no restante da temporada da equipe. Os Grays tiveram uma sequência de 20 vitórias e lideraram a liga à frente de seus rivais de New England, o Boston Red Stockings.

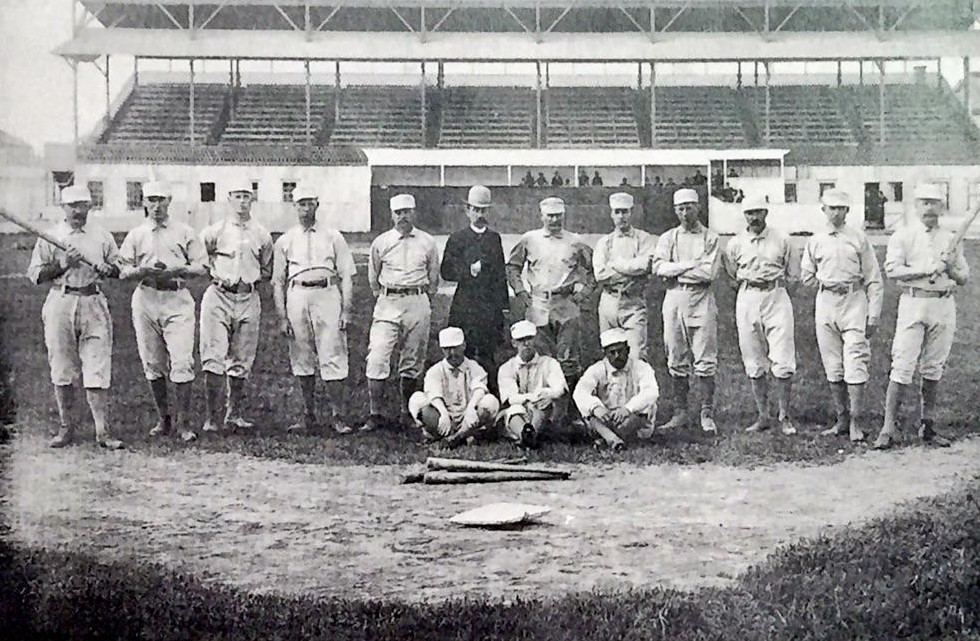
Os campeões da National League em 1884.

No fim da temporada os diretores do Providence aceitaram o desafio do treinador do New York Metropolitans (AA), Jim Mutrie, para uma série de três jogos pós-temporada. Todos os jogos aconteceram no Polo Grounds em Nova Iorque e foram jogados sob as regras da American Association, que proibia lançamentos partindo de cima (overhand pitching).
Em 23 de outubro de 1884, o Providence Grays (NL) varreu o New York Metropolitans (AA), 6–0, liderado por Radbourn, no que é considerado o primeiro jogo interligas oficial de pós-temporada. Radbourn permitiria apenas duas rebatidas e eliminou nove rebatedores por strikeout. Tim Keefe foi o pitcher perdedor. No dia seguinte, Radbourn permitiu três rebatidas dos Metropolitans e a equipe venceu por 3 a 1 em jogo encerrado após sete entradas devido à escuridão. O terceira base dos Grays, Jerry Denny, rebateu um home run de três corridas na quinta entrada. Foi o primeiro home run na história da World Series.  Tim Keefe perdeu pela segunda vez. Em 25 de outubro de 1884 o Providence Grays bateu o New York Metropolitans por 11 a 2, no jogo final da série. Radbourn venceu pela terceira vez em três dias.
Embora jogos de pós-temporada anteriores à 1903 sejam considerados de exibição, a World Series de 1884 é reconhecida hoje como sendo o primeiro campeonato interligas de pós-temporada.
Este seria a última aparição do Providence em uma final da National League. Devido à problemas financeiros, o time encerrou as atividades em 1885.

## Outros destaques
Outros memoráveis destaques na curta existência dos Grays incluem um no-hitter conseguido por Radbourn em 25 de julho de 1883, o segundo jogo perfeito na história da MLB, conseguido por John Montgomery Ward em 17 de junho de 1880, e o arremessador Charlie Sweeney eliminando por strikeout 19 rebatedores em um jogo de nove entradas em 7 de junho de 1884, um recorde que permaneceria até ser quebrado por Roger Clemens 102 anos depois. Eles ainda detém o recorde por maior placar em uma vitória por shutout, 28 a 0 sobre o Philadelphia Phillies em 21 de agosto de 1883

## Números nas temporadas
| Temporada | Aproveitamento | %    | Resultado                  |
| --------- | -------------- | ---- | -------------------------- |
| 1878      | 33-27          | 55   | Terceiro lugar             |
| 1879      | 59-25          | 70,2 | Campeão da National League |
| 1880      | 52-32          | 61,9 | Segundo lugar              |
| 1881      | 47-37          | 56   | Segundo lugar              |
| 1882      | 52-32          | 61,9 | Segundo lugar              |
| 1883      | 58-40          | 59,2 | Terceiro lugar             |
| 1884      | 84-28          | 75   | Campeão da National League |
| 1885      | 53-57          | 48,2 | Quarto lugar               |

## Jogadores notáveis
- John Montgomery Ward: membro do Hall of Fame; fundador do primeiro sindicado de jogadores.
- Charles Radbourn: membro do Hall of Fame; detém o recorde de mais vitórias em temporada única para um arremessador com 59.
- George Wright: membro do Hall of Fame; jogador-treinador do esquadrão campeão da National League em 1879.
- Harry Wright: membro do Hall of Fame; treinador das equipes de 1882 e 1883.
- William Edward White: possivelmente o primeiro jogador afro-americano na história das grandes ligas.
- Lip Pike: 4 vezes campeão em home runs das grandes ligas; primeiro jogador judeu de sucesso.